# Опусти свою плётку
«Опусти свою плётку» (кит. трад. 放下你的鞭子, пиньинь Fàngxià nǐde biānzi) — картина китайского художника Сюй Бэйхуна, написанная в 1939 году. Картина была создана во время пребывания художника в Сингапуре под впечатлением от уличной театральной постановки. В 2007 году картина была выставлена на аукционе и продана за 72 миллиона гонконгских долларов (около 9,2 миллионов долларов США), став самым дорогим произведением китайской живописи, проданным на аукционе.

## История создания

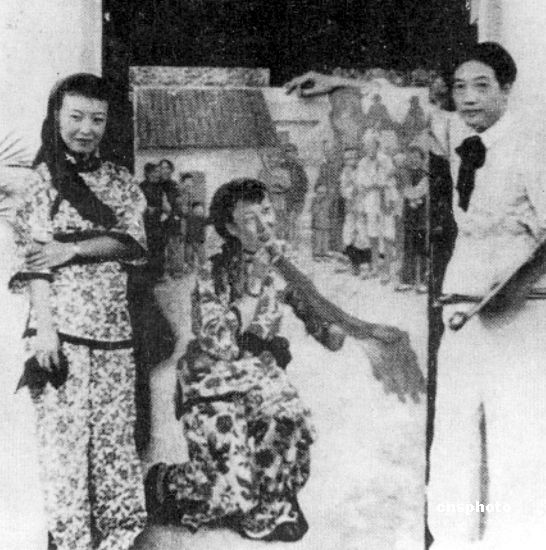
Сюй Бэйхун и актриса Ван Ин возле картины.

В октябре 1939 года во время своей поездки в Сингапур художник увидел постановку уличного театра «Опусти свою плётку» с актрисой Ван Ин в главной роли. Драма, созданная Чэнь Литином по пьесе Тянь Ханя, рассказывает о девушке и её отце, сбежавших из оккупированного японцами Северо-Восточного Китая и зарабатывающих на жизнь, выступая на улицах. Они поют о тяготах оккупации и вдохновляют своих зрителей на то, чтобы бороться с японцами. Глубоко потрясённый, Сюй Бэйхун провёл 10 дней за созданием большого портрета Ван Ин во время представления перед зрителями в натуральную величину. Картина получила то же название, что и спектакль.

## Дальнейшая судьба картины
При жизни художника картина участвовала в нескольких выставках. Тем не менее, с 1954 года, через год после смерти Сюй Бэйхуна, картина на много лет исчезла из виду. По словам главы азиатского подразделения Сотбис художник подарил картину своему близкому другу, после смерти владельца картины его наследники решили подарить её Национальному музею Сингапура, но по каким-то причинам этого не произошло. Картина оказалась во владении неизвестного коллекционера и была выставлена на продажу лишь в 2007 году. 7 апреля 2007 года «Опусти свою плётку» была продана на аукционе в Гонконге за 72 миллиона гонконгских долларов (около 9,2 миллионов долларов США), цена стала рекордной для произведений китайской живописи. Покупатель делал ставки по телефону через своего представителя и остался не известен. После этого аукциона был отмечен взлёт цен на азиатское искусство, что подверглось критике со стороны искусствоведов, которые отмечали, что некоторые покупатели доводили цены до заоблачных; представители Сотбис ответили, что «Опусти свою плётку» получит хорошую цену в любое время.